# 维拉罗热
维拉罗热（法語：Villaroger，法語發音：[vilaʁɔʒe]）是法国萨瓦省的一个市镇，属于阿尔贝维尔区。

## 地理
维拉罗热（45°35'28"N, 6°52'28"E）面积28.15 平方千米，位于法国奥弗涅-罗讷-阿尔卑斯大区萨瓦省，该省份为法国东部省份，历史上为薩伏依的一部分，北起上萨瓦省，西接伊泽尔省和安省，南部和东部与上阿尔卑斯省和意大利接壤。
与维拉罗热接壤的市镇（或旧市镇、城区）包括：圣莫里斯堡、蒙瓦勒藏、佩塞-楠克鲁瓦、圣富瓦塔朗泰斯、塞镇、蒂涅。
维拉罗热的时区为UTC+01:00、UTC+02:00（夏令时）。

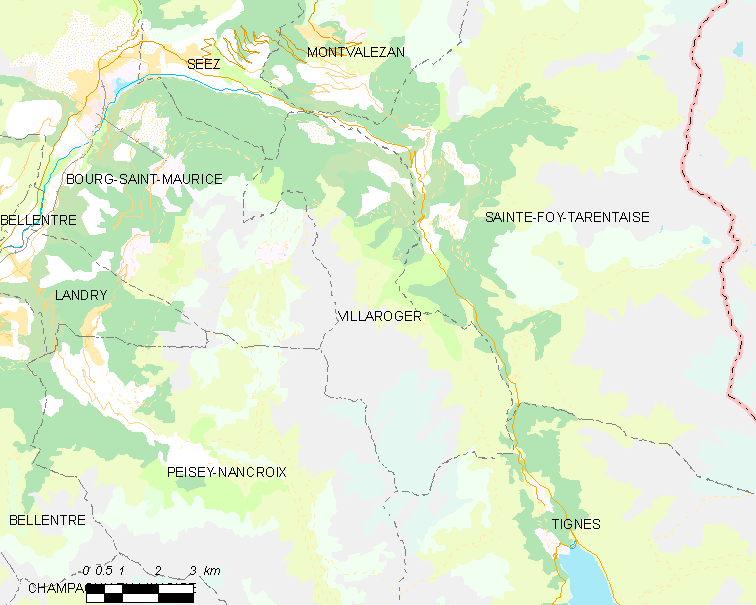
维拉罗热的OSM定位图

## 行政
维拉罗热的邮政编码为73640，INSEE市镇编码为73323。

## 政治
维拉罗热所属的省级选区为圣莫里斯堡县。

## 人口

1962-2008年间维拉罗热人口变化图示

维拉罗热于2022年1月1日时的人口数量为359人。